# John Sinclair (ekonomista)
John Sinclair of Ulbster (ur. 10 maja 1754 w Caithness, zm. 21 grudnia 1835 w Edynburgu) – szkocki ekonomista, agronom i polityk. 
Był założycielem i prezesem angielskiego urzędu do spraw rolnictwa. Wyhodował nowe rasy zwierząt gospodarskich. Opublikował wiele dzieł o tematyce ekonomicznej i rolniczej, między innymi:
- Statistical Accounts of Scotland
- History of the Public Revenue of the British Empire 1784
- The Code of Health and Longevity 1807
- Code of Agriculture 1819

John Sinclair był prawdopodobnie pierwszą osobą, która użyła słowa statystyka w języku angielskim.